# 長谷川朋加
長谷川 朋加（はせがわ ともか 、1991年5月2日 - ）は、日本のフリーアナウンサー。

## 来歴
北海道帯広市出身。帯広北高等学校特進コース、拓殖大学政経学部法律政治学科卒業。2014年4月から2016年3月まではNHK山形放送局で契約キャスター、2016年3月から2019年3月までは四国放送でアナウンサーとして、2019年6月から2021年5月までは福島テレビでアナウンサーとして活動した。
2021年5月5日のテレポートプラスで番組卒業と福島テレビの退社を発表した。それ以降は東京に拠点を移し、「日本一走るアナウンサー」を自称して活動をしている。
樋田かおりが設立したトークナビにも所属し、企業研修や就職活動の面接指導などを行っている。

## 人物
- 趣味は、スポーツ（するのも観るのも大好き!）、公共交通機関を使う旅。月間走行距離は400㎞前後[4]。
- 特技は、バスケットボール、スピードスケート、水泳、氷上綱引き[5]、似てない似顔絵を描く事。
- 好きな物は、お肉、お祭り、初挑戦。
- 2018年加古川マラソンに参加し、3時間14分08秒で完走。

## 過去の担当番組

### NHK山形放送局
- やまモリ!

### 四国放送
- 新キャスター｢長谷川朋加｣です!（2016年3月27日 0:55 - 1:00、2016年3月28日 0:10 - 0:15）
- 開幕!2016阿波おどりたっぷり中継!大乱舞（2016年8月12日）
- 第43回徳島県サッカー少年団大会決勝（ベンチリポート、2016年8月27日）
- とくしまマラソン（番組ランナー、2016年4月24日）
- ゴジカル!
- 徳島新聞ニュース
- 情報ナイト

### 福島テレビ
- テレポートプラス（2019年6月 - 2021年5月）
- FTVニュース（不定期）

## その他
- 週刊プレイボーイ グラビア（2024年）[6]
- OnenessLink株式会社との官民連携に関する対談が東京都庁にて実施され、その模様がYouTube番組『官民連携のワンネスリンク｜OnenessLink』[7]にて配信された（2024年）。出演は、Oneness Link株式会社代表取締役 砂川章雄氏、制作は岩根央、配信日は2025年7月15日。